# Горюнов, Виктор Владимирович
Ви́ктор Влади́мирович Горюно́в (англ. Victor Goryunov; род. 1956) — российский и британский математик, доктор физико-математических наук, профессор. Область интересов: теория особенностей, анализ на вещественных и комплексных многообразиях и геометрия.

## Биография
Родился в Москве в 1956 году. Окончил механико-математический факультет МГУ. В 1981 году под руководством В. И. Арнольда защитил кандидатскую диссертацию на тему «Особенности проектирования поверхностей».
До 1994 г. работал в МАИ. С 1994 г. работает профессором математики в Ливерпульском университете.
Является редакционным советником журнала Proceedings of the London Mathematical Society Лондонского математического общества.